# 鄭昊彬
鄭昊彬（韓語：정호빈，1969年4月8日—），韓國男演員。

## 演出作品

### 電視劇
- 2003年：SBS《All In 真愛賭注》飾演 鄭俊日
- 2003年：MBC《男人香氣》
- 2004年：SBS《新人間市場》
- 2005年：KBS《復活》飾演 李政茂
- 2006年：MBC《朱蒙》飾演 優台
- 2007年：MBC《H.I.T》飾演 韓相民
- 2007年：SBS《相愛的好日子》
- 2007年：MBC《狗和狼的時間》飾演 千會長
- 2008年：MBC《你是誰》飾演 尹厚鎮
- 2008年：SBS《情定泰勒瓦》飾演 姜正泰
- 2009年：KBS《流星花園》飾演 鄭尚祿
- 2009年：MBC《善德女王》飾演 文弩
- 2009年：SBS《吞噬太陽》飾演 白室長
- 2009年：KBS《IRIS》飾演 姜哲煥
- 2010年：KBS《推奴》飾演 申將軍
- 2010年：SBS《婦產科女醫生》飾演 尹瑞振
- 2010年：MBC every1《別巡檢3》
- 2010年：MBC《金枝玉葉向錢衝》飾演 金管家
- 2010年：SBS《雅典娜：戰爭女神》飾演 姜哲煥
- 2011年：SBS《武士白東修》飾演 林秀雄
- 2011年：KBS《波塞冬》飾演 鄭道英
- 2012年：MBC《武神》飾演 宋吉儒
- 2012年：KBS《赤道的男人》飾演 文泰洙
- 2012年：KBS《田禹治》飾演 金廣熙
- 2013年：SBS《野王》飾演 石泰日
- 2013年：MBC《龜巖許浚》飾演 安光翼
- 2014年：KBS《感激時代：鬪神的誕生》飾演 王白山
- 2014年：TV朝鮮《火花裡》飾演 艾倫奇新格
- 2014年：MBC《改過遷善》飾演 姜恩燦
- 2018年：tvN《百日的郎君》飾演 尹利藇父親 （特別演出）
- 2018年：SBS《雖然30但仍17》飾演 卞基哲 （特別演出）
- 2019年：MBN《優雅的家》飾演 周亨日
- 2023年：KBS《高麗契丹戰爭》飾演 庾方
- 2024年：KBS《抓住你的衣领》飾演 孔俊鎬

### 電影
- 2001年：《朋友》
- 2001年：《Say Yes》
- 2002年：《高校四賤客》
- 2002年：《Yesterday》
- 2003年：《BLUE》
- 2003年：《蝴蝶先生》
- 2004年：《太極旗飄揚》
- 2004年：《我的野蠻女友2-蠻風再現》
- 2004年：《我的兄弟》
- 2004年：《不要囂張》
- 2005年：《冤魂曲》
- 2005年：《黑道千金逼我嫁2》
- 2005年：《無影劍》
- 2008年：《武林女大生》
- 2010年：《IRIS：The Movie》
- 2011年：《雅典娜：The Movie》
- 2012年：《R2B：返回基地》
- 2013年：《朋友2》
- 2014年：《朝鮮美女三劍客》
- 2014年：《江南1970》
- 2019年：《成大器者（朝鲜语：크게 될 놈）》飾演 中年紀綱
- 2022年：《热血》饰演 千达浩
- 2022年：《空氣殺人》饰演 部长检察官

## 外部連結
- 鄭昊彬在NAVER上的资料